# Siste man på skansen (kortspel)
För ett helt annat kortspel som också kan kallas Siste man på skansen, se Linger longer.
Siste man på skansen är ett kortspel med utpräglad hasardkaraktär, där vinst och förlust helt och hållet är beroende av slumpen.
Alla kort läggs i en lång rad på bordet med baksidan uppåt. En av spelarna nämner ett av lekens kort, och spelarna turas sedan om med att dra ett kort i taget från bordet ända till dess någon drar det nämnda kortet. Denna spelare är ute ur spelet och får lägga överenskommet antal marker eller belopp i potten. Korten blandas sedan på nytt, och hela proceduren upprepas.
Till slut återstår bara en spelare, som då blir ”siste man på skansen” och tar hem hela potten.